# Ronde van Almaty 2016
De 4e editie van de wielerwedstrijd Ronde van Almaty werd gehouden op 2 oktober 2016. De wedstrijd startte en eindigde in Almaty. De wedstrijd maakte deel uit van de UCI Asia Tour 2016, in de categorie 1.1. In 2015 won de Kazach Aleksej Loetsenko de derde editie. Hij won de Ronde van Almaty voor de derde keer op rij.

## Deelnemende ploegen
| WorldTour       | ProContinentaal              | Continentaal                                    | Nationaal   |
| --------------- | ---------------------------- | ----------------------------------------------- | ----------- |
| Astana Pro Team | Delko Marseille Provence KTM | Kolss BDC Team                                  | Kazachstan  |
|                 | Gazprom-RusVelo              | China Ningxia Sport Lottery- Focus Cycling team | Oezbekistan |
|                 |                              | Norda-MG.Kvis Vega                              |             |
|                 |                              | Rietumu-Delfin                                  |             |
|                 |                              | Pishgaman Giant Team                            |             |
|                 |                              | Synergy Baku Cycling Project                    |             |
|                 |                              | Terengganu Cycling Team                         |             |
|                 |                              | Unieuro Wilier                                  |             |
|                 |                              | Vino 4ever SKO                                  |             |

## Uitslag
| Plaats  | Naam                    | Ploeg                                     | Tijd     |
| ------- | ----------------------- | ----------------------------------------- | -------- |
| Winnaar | Aleksej Loetsenko       | Astana                                    | 4u23'55" |
| 2       | Mauro Finetto           | Unieuro Wilier                            | + 3'44"  |
| 3       | Roman Maikin            | Gazprom-RusVelo                           | + 3'53"  |
| 4       | Mykhaylo Kononenko      | Kolss BDC Team                            | z.t.     |
| 5       | Alessandro Malaguti     | Unieuro Wilier                            | z.t.     |
| 6       | Nicola Gaffurini        | Norda-MG.Kvis Vega                        | z.t.     |
| 7       | Arvin Moazemi           | Pishgaman Giant Team                      | z.t.     |
| 8       | Gian Marco Di Francesco | Norda-MG.Kvis Vega                        | z.t.     |
| 9       | Eriks Toms Gavars       | Rietumu-Delfin                            | z.t.     |
| 10      | Hamid Pourhashemi       | Pishgaman Giant Team                      | z.t.     |
| 11      | Vladimir López          | Ningxia Sport Lottery- Focus Cycling team | z.t.     |
| 12      | Rahim Emami             | Pishgaman Giant Team                      | z.t.     |
| 13      | Alexey Voloshin         | Vino 4-ever SKO                           | z.t.     |
| 14      | Alexandr Shushemoin     | Vino 4-ever SKO                           | z.t.     |
| 15      | Kirill Pozdnyakov       | Synergy Baku Cycling Project              | z.t.     |
| 16      | Altanzul Altansukh      | Ningxia Sport Lottery- Focus Cycling team | z.t.     |
| 17      | Vincenzo Nibali         | Astana                                    | + 3'58"  |
| 18      | Nurbolat Kulimbetov     | Kazachstan                                | + 4'08"  |
| 19      | Ildar Arslanov          | Gazprom-RusVelo                           | z.t.     |
| 20      | Rémy Di Grégorio        | Delko Marseille Provence KTM              | z.t.     |

## UCI Asia Tour
In deze Ronde van Almaty waren punten te verdienen voor de ranking in de UCI Asia Tour 2016. Enkel renners die uitkwamen voor een (pro-)continentale ploeg, maakten aanspraak om punten te verdienen.
| Positie | 1e | 2e | 3e | 4e | 5e | 6e | 7e | 8e | 9e | 10e | 11e | 12e |
| Punten  | 80 | 56 | 32 | 24 | 20 | 16 | 12 | 8  | 7  | 6   | 5   | 3   |

2013 ·
2014 ·
2015 ·
2016 ·
2017 ·
2018 ·
2019 ·
2020 ·
2021
 Ronde van Dubai · 
 Ronde van Qatar · 
 Ronde van Oman · 
 Ronde van Langkawi · 
 Ronde van Taiwan · 
 Ronde van Iran · 
 Ronde van Japan · 
 Ronde van Korea · 
 Ronde van het Qinghaimeer · 
 Ronde van China I · 
 Ronde van China II · 
 Ronde van Kaptsjagaj · 
 Ronde van Almaty · 
 Ronde van Hainan